# Bloody Hell
Bloody Hell és una pel·lícula de comèdia de terror del 2020 dirigida per Alister Grierson i escrita per Robert Benjamin, en el seu debut com a guionista. Explica la història d'en Rex Coen, un exsoldat estatunidenc amb un passat misteriós que fuig de la seva terra natal per escapar del seu propi infern personal, per experimentar sense saber-ho alguna cosa encara més sinistra i infernal. La pel·lícula és protagonitzada per Ben O'Toole, Caroline Craig i Matthew Sunderland. S'ha doblat i subtitulat al català.
La pel·lícula es va estrenar a Austràlia el 8 d'octubre de 2020, i als Estats Units l'endemà al Nightstream Film Festival.
Brad Shield va ser nominat pel seu treball a la millor fotografia als 10ns premis AACTA. Als APRA Awards de 2021, el compositor Brian Cachia va guanyar el premi a la millor banda sonora de l'any. També va ser nominat a un premi Golden Trailer al millor pòster cinematogràfic.